# Miconia alternans
Miconia alternans är en tvåhjärtbladig växtart som beskrevs av Charles Victor Naudin. Miconia alternans ingår i släktet Miconia och familjen Melastomataceae. Inga underarter finns listade i Catalogue of Life.